# Paul Hunter (jogador de snooker)
Paul Hunter (Leeds, 14 de outubro de 1978-Huddersfield, 9 de outubro de 2006), com a alcunha Beckham of the Baizee, foi um jogador profissional de snooker. Profissional de 1995 até à data do seu falecimento.
Paul Hunter passou a infância em Leeds (Inglaterra), onde treinava bilhar intensamente. Entrou no circuito profissional em julho de 1995.
Quatro meses depois, fez sensação no campeonato britânico de snooker, batendo o 6.º jogador mundial, Alan McManus. Tornou-se o mais jovem jogador a chegar às semi-finais do Regal Welsh Open de 1996, aos 17 anos e 3 meses. Ainda nesse ano chegou aos quartos de final do campeonato britânico batendo Willie Thorne por 9-0, James Wattana por 9-5 e Terry Murphy por 9-7, antes de perder com Stephen Hendry por 9-5.
Venceu o Welsh Open em 1998 e em 2002. Venceu o Masters de 2001, batendo na final o irlandês Fergal O'Brien por 10-9, e o mesmo torneio em 2002 e 2004. No ano seguinte venceu o British Open.
Paul Hunter faleceu de cancro em 9 de outubro de 2006, apenas 5 dias antes do seu 28.º aniversário, num hospital em Huddersfield, Inglaterra.